# Anthus rufulus
Anthus rufulus е вид птица от семейство Стърчиопашкови (Motacillidae).

## Разпространение
Видът е разпространен в Афганистан, Бангладеш, Бутан, Бруней, Виетнам, Индия, Индонезия, Източен Тимор, Камбоджа, Китай, Лаос, Малайзия, Мианмар, Непал, Пакистан, Сингапур, Тайланд, Филипините и Шри Ланка.